# 藤田正一

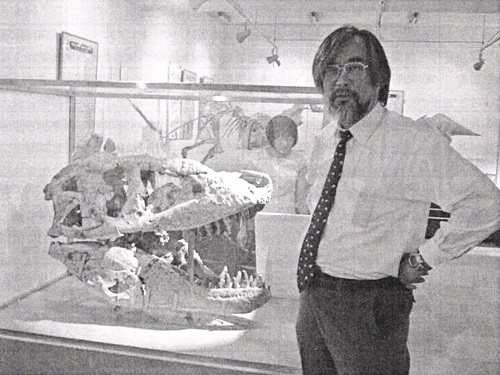
藤田正一｜藤田が館長を務める北大総合博物館の館内にて撮影。2004年。

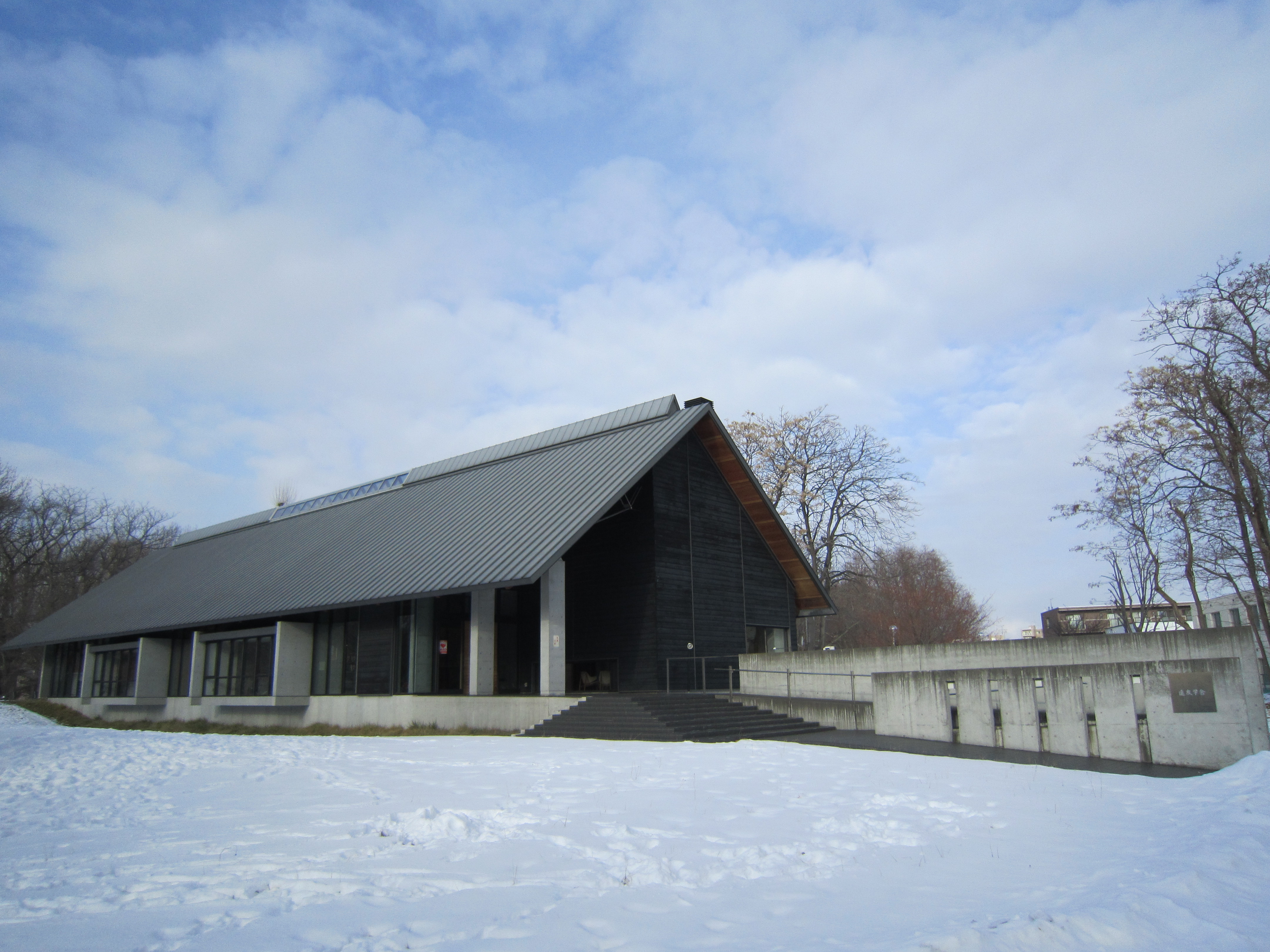
遠友学舎｜藤田正一が2005年から校長を務める平成遠友夜学校の学び舎。古い校舎をイメージした鉄筋コンクリート造一部木造建築物。場所は、北大構内馬術部練習場跡地。

藤田 正一（ふじた しょういち、1944年（昭和19年） ‐ ）は、日本の大学教授。第54代北海道大学応援団長、元北海道大学副学長、北海道大学大学院獣医学研究科名誉教授、元北海道大学総合博物館館長、平成遠友夜学校校長。なお、一般社団法人恵迪寮同窓会 副理事長も務めている。

## 人物概略
1944年、東京生まれ。神奈川県立湘南高等学校卒業である。その後、北海道大学理類に入学。同大学獣医学部を卒業後、海外に留学。千葉大学薬学部の助教授を経て、母校北海道大学の獣医学部教授となる。現在（2023年）は、北海道大学の構内に開校した、平成遠友夜学校の校長を務めている。
北海道大学のよき伝統としての「蛮カラ」精神の継承者である。現在では稀有な存在となっている。自著冒頭で次のように記述している。

## 人物略歴等
神奈川県立湘南高等学校を1963年に卒業。神奈川県下でトップの公立進学校である。2022年に亡くなった、政治家で作家の、石原慎太郎も同校の卒業生である。
その後、国立・北海道大学理類に入学。この当時、北海道大学は、医学部、歯学部などを除く一般学部では、文類と理類に分けて学生を募集していた。
入学後は、教養部（現 北海道大学高等教育推進機構）の裏手にあり、原生林にも囲まれた、北海道大学の寄宿舎・恵迪寮に入寮した。現在の恵迪寮は場所を移し、鉄筋コンクリート造となっているが、藤田が入寮したのは、木造時代の歴代恵迪寮最後の恵迪寮である。
同時に藤田は、北海道大学応援団に入団し、第54代北海道大学応援団長を務めた。藤田にとって、恵迪寮入寮と応援団入団は、その後の人生に大きな影響を与えた。そんな藤田は、現在も、一般社団法人恵迪寮同窓会 副理事長を務めている。
1967年、同大学の獣医学部を卒業。その後、米国オレゴン大学にて、生物学学士号、修士号を取得した。
1979年には、米国アルベルト・アインシュタイン医学校博士課程を終了し、以下博士号を取得している。Ph.D. in Pharmacology＝医学博士（薬理学）。
帰国した藤田は、1779年からは、明治薬科大学常勤嘱託となり、1981年からは、国立・千葉大学薬学部講師となり、1990年からは、母校である国立・北海道大学に戻り、獣医学部の教授となった。
藤田の着任にタイミングを合わせて、北海道大学大学院獣医学研究科には、「毒性学教室」が設置された。藤田がその初代教授である。
2001年には、藤田は、北海道大学副学長となる。2003年には、北海道大学総合博物館館長となり、2005年には、北海道大学構内に建設された「遠友学舎」で藤田が開校した「平成遠友夜学校」の校長となり、現在（2023年）に至る。
なお、藤田は、2007年には、第61回 北海道新聞文化賞（学術部門）を受賞している。詳細については、「主な業績等」（セクション）内の「受賞」（小見出し1）に記述した。
2008年には北海道大学を退官し、同時に、北海道大学名誉教授となっている。
以上は、藤田正一『クラーク魂―まぐれで北大副学長になった男の半生』柏艪舎、2008年を参考とした。

### 学歴・職歴等
- 1944年05月 ‐ 東京に生まれる。
- 1963年03月 ‐ 神奈川県立湘南高等学校卒業
- 1963年04月 ‐ 北海道大学理類入学
- 1968年01月 ‐ 北海道大学獣医学部卒業（学士（獣医学））
- 1968年01月 ‐ オレゴン大学（米国）生物学部入学
- 1970年06月 ‐ オレゴン大学（米国）生物学部卒業（学士（生物学））
- 1970年07月 ‐ オレゴン大学（米国）大学院入学
- 1971年08月 ‐ オレゴン大学（米国）修士課程修了（修士（生物学））
- 1972年07月 ‐ アルベルト・アインシュタイン医学校（米国）大学院博士課程入学
- 1979年05月 ‐ アルベルト・アインシュタイン医学校（米国）博士課程修了。以下博士号を取得。Ph.D. in Pharmacology[注 4]＝医学博士[注 5][2]（薬理学）
- 1979年04月 ‐ 1981年03月、明治薬科大学常勤嘱託（薬剤学講座）
- 1981年04月 ‐ 1983年01月、千葉大学薬学部講師（生物薬剤学講座）
- 1983年02月 ‐ 1990年07月、千葉大学薬学部助教授（生物製剤学講座）
- 1990年07月 ‐ 2008年03月、北海道大学獣医学部教授（毒性学講座）
- 1993年04月 ‐ 1995年03月、北海道大学評議員
- 1996年06月 ‐ 1996年08月、JICA短期専門家としてザンビアで講義
- 1997年04月 ‐ 1999年03月、北海道大学総長補佐
- 1999年04月 ‐ 2001年04月、北海道大学獣医学部長・大学院獣医学研究科長
- 2001年05月 ‐ 2003年04月、北海道大学副学長
- 2003年04月 ‐ 2007年03月、北海道大学総合博物館長
- 2005年04月 ‐ 平成遠友夜学校校長
- 2008年04月 ‐ 北海道大学名誉教授[4][5]

### 所属学協会
- I.S.S.X.(International Society for Study of Xeuobiotics)[6]
- 日本薬物動態学会[7]
- 日本生化学会
- 日本薬学会
- 日本獣医学会
- 日本毒性学会[8][注 6]

### 経験した政府関係委員等
1. 食品衛生調査会臨時委員
2. 獣医事審議会専門調査員
3. 薬事審議会
4. 内閣府食品安全委員会動物医薬品専門調査会委員
5. 環境省内分泌攪乱化学物質リスク評価専門委員会委員[4][5]

### 経験した学会役員等
1. 全国国立大学法人博物館等協議会会長
2. 獣医学会評議員・同編集委員、日本トキシロコジー学会理事・同編集委員
3. ヨーロッパ毒性学会誌「Archives of Toxicology」編集委員
4. 大学基準協会基準委員[4][5]

### 北海道大学 大学院獣医学研究科 毒性学教室の歴史
- 1977年（昭和52年）03月 ‐ 毒性学講座の設置要求書が初めて提出された。

- 1990年（平成02年）06月 ‐ 北海道大学獣医学部毒性学講座が設置された。数坂昭夫[注 7]助教授が着任した。升田真木彦[注 8]助手が着任した。

- 1990年（平成02年）07月 ‐ 藤田正一教授が着任した。

- 1995年（平成07年）04月 ‐ 大学院重点化による改組。北海道大学大学院獣医学研究科環境獣医科学講座毒性学教室となる。升田真木彦[注 8]助手が転出した。（環境獣医科学講座生態学教室　助教授）

- 1995年（平成07年）‐ 岩田久人[注 9]助手が着任した。

- 2000年（平成12年）‐ 岩田久人助手が転出した。（愛媛大学沿岸環境研究センター　助教授）

- 2000年（平成12年）10月 ‐ 石塚真由美[注 10]助手が着任した。

- 2004年（平成16年）03月 ‐ 数坂昭夫助[注 7]教授が定年に伴い退職した。

- 2005年（平成17年）10月 ‐ 坂本健太郎[注 11]助手が着任した。

- 2008年（平成20年）03月 ‐ 藤田正一教授が定年に伴い退職した[5]。

※現在の「北海道大学 大学院獣医学研究科 毒性学教室」に関しては、外部リンクを参照のこと。

## 主な業績等

### 学術論文
1976年に執筆されたものを筆頭にこれまでに計155本ほかの学術論文を執筆している。以下に10本の論文を無作為に掲載した。
- Inhibitory effects of endogenous dopaminergic neurotoxin, norsalsolinol on dopamine secretion in PC12 rat pheochromocytoma cells.[9][注 15]
- Norsalsolinol Uptake into Secretory Vesicles Via Vesicular Monoamine Transporter and Its Secretion by Membrane Depolarization or Purinoceptor Stimulation in PC12 Cells.[10][注 16]
- Molecular basis of the Dark Agouti rat drug oxidation polymorphism: Importance of CYP2D1 and CYP2D2[11][注 17]
- Biological Defense Tactics Against Incoming Xenobiotics.[12][注 18]
- Purification and characterization of a cytochrome P-450 isozyme catalyzing bunitrolol 4-hydroxylation in liver microsomes of male rats.[13][注 19]
- The usefulness of liver cytochrome P450 as a biological indicator for environmental pollutant exposure. Examination using the seals which inhabit the Hokkaido coast.[14][注 20]
- Accumulation of diacylglycerol induced by CCl4-derived radicals in rat liver membrane and its inhibition with radical trapping reagent. FT-IR spectroscopic and HPLC chromatographic observations.[15][注 21]
- Metabolism of lidocaine by purified rat liver microsomal cytochrome P-450 isozymes.[16][注 22]
- Organochlorine pesticides and polychlorinated biphenyl congeners in wild terrestrial mammals and birds from Chubu region, Japan: interspecies comparison of the residue levels and compositions.[17][注 23]
- Molecular basis of the Dark Agouti rat drug oxidation polymorphism: Importance of CYP2D1 and CYP2D2Dark Agouti[18][注 24]

### 総説
1. 石塚真由美、藤田正一「化学物質による野生生物及び生態系への影響とは」化学物質と環境　58:7-10、2003年。
2. 藤田正一「環境汚染の評価および除染とP450」化学と生物　36:664-669、1998年。
3. 岩田久人・渡部直文・田辺信介・増田　泰・升田真木彦・数坂昭夫・藤田正一「知床半島に飛来したオオワシの有機塩素化合物汚染　知床博物館研究報告　第18集 別冊、1997年。
4. 岩田久人・石塚真由美・藤田正一「強毒性有機化合物汚染の指標動物‐環境汚染を検知するための有効性について」獣医畜産新報VOL.49　No.8, 665‐669、1996年。
5. 藤田正一「薬物代謝酵素チクトロームP450の阻害」　Jpn J Toxicol 9, 149‐158、1996年。
6. 藤田正一「毒性学と「環境問題」とエコトキシコロジー」エコトキシコロジー研究会会報　VOL.1.　No2, 3‐9、1995年。
7. 藤田正一「ゼノバイオテクスを迎え撃つ生体側の戦略」化学と生物　33, 13-21、1995年
8. 藤田正一「老化と薬物代謝」北海道獣医師会誌　39, 2‐8、1995年。
9. 藤田正一「毒性学―獣医学からの新しい視点」J.Toxicol.　Sci., 18. pp.22‐29、1993年。
10. Fujita,S.　Aging and drug metabolism:　Alternation of liver drug metabolizing ability in male rats.　Is it functional deterioration or feminization of liver?　YakugakuZasshi111,627‐646(1991)[4][5]

### 総説（学術論文以外）
1. 藤田正一「科学教育におけるディベートの導入の試み ― 一方向授業のマンネリズムからの脱却 ―」高等教育ジャーナル（北大）、5:74-90、1999年。
2. 藤田正一「大学入試の現状とその教育に与えるインパクトに関する一考察」高等教育ジャーナル（北大）、2:171‐179、1997年[4][5]。

### 招待講演（国際学会）
1. International Symposium:Cytochrome P450-Biodiversity and biotechnology-(Awaji 2004)
2. International Symposium on Biophysics and Biochemistry of Cytochrome P450(Sendai1999)
3. Scientific Workshop on Biomarkers in Environmental Toxicology(Christchurch,NZ 1999)
4. International Symposium:Cytochrome P450 Biodiversity and Biotechnology(France 1998)
5. Liver and Aging 1990(Tokyo)
6. Liver and Aging 1986(Tokyo)
7. Liver and Aging 1982(Tokyo)[4][5]

### 特許出願
1. 光ファイバセンサ型バイオモニタ装置(特許出願平11―83167)[注 25]
2. 光ファイバ形生体肝機能センサーと検査装置(特許出願8―119573)[注 26]

### 競争的外部資金
代表として獲得した資金のみ抜粋。
1. 文部科学省・科学研究費補助金(基盤研究 A2) 「環境汚染と希少野生プレデターにおける化学発癌」(平成19年度～22年度)(代表)
2. 文部科学省・科学研究費補助金(基盤研究 A2) 「次世代環境汚染生体影響評価システムの開発」4990万円(平成15年度から18年度)(代表)
3. 五峯ライフサイエンス国際基金研究助成「CytochromeP450をバイオマーカーとする食品中「有害成分」の検討 ―「食の安全」を志向して―」(平成16年度)(代表)
4. 文部科学省・科学研究費補助金(特定領域研究)「哺乳類の生殖および行動異常の現状と汚染の関係」1840万円(平成13年度～15年度)(計画研究代表)
5. 文部科学省・科学研究費補助金(基盤研究 A2)「「環境ホルモン」の野生動物に対する影響とその作用機序の解明」(11306021)3910万円(平成11年度～14年度)(代表)
6. 文部科学省・科学研究費補助金(基盤研究 A2)「内分泌攪乱物質汚染の評価と浄化(11358009)3270万円(平成11年度～14年度)(代表)
7. 日本公衆衛生協会「内分泌攪乱化学物質等の影響等調査研究」1000万円(平成12年度)(代表)
8. 文部科学省・科学研究費補助(萌芽)「フタル酸エステルによる内分泌攪乱機構の解明」220万円(平成11年度))(代表)
9. 日本公衆衛生協会「内分泌攪乱化学物質等の影響等調査研究」1000万円(平成11年度)(代表)
10. 文部省・科学研究費補助金(基盤研究 A2)「ヒト薬物代謝多形のモデル動物の確立」(07558236)1560万円(平成7年～平成9年度)(代表)
11. 文部省・科学研究費補助金(一般研究 A)「環境化学物質の代謝的毒性化機構に関する動物種間比較毒性的研究」(04404019)2700万円(平成4年度～6年度)(代表)[4][5]

### 受賞
- 第61回 北海道新聞文化賞受賞（学術部門｜2007年）[3]北海道大学大学院獣医学研究科教授であった藤田正一の「環境汚染物質が生態系に及ぼす影響評価の研究」が評価された。なお、本賞は、北海道新聞社が、1974年の第１回から毎年主催している文化賞。社会、科学、産業の３部門で目覚ましい業績を上げた個人や法人が評価の対象。それぞれ、社会文化賞、科学技術賞、産業経済賞が授与された。1997年の第51回からは、社会、学術、経済の３部門となる[3]。

### 主な新聞報道
社会活動、啓蒙活動に対する報道も含む。記事に「藤田正一」と記述のあるものに限定。
- 朝日新聞｜クラークの末裔たち・'96 北大キャンパス模様｜漫画※が拍車（※北大獣医学部がモデルのベストセラー漫画「動物のお医者さん」のこと）｜「正誤しかやらない・獣医志望「隔世の感」｜人気学部※・偏差値誇る・結果に固執（※北大獣医学部のこと）｜1996年(平成8年)1月1日
- 大分合同新聞(夕刊)｜胎児の脳神経を損傷？｜環境ホルモン｜北大研究グループ・低濃度でも毒性｜1998年(平成10年)12月9日
- 北海道新聞(夕刊)｜トリブチルスズとビスフェノールA・低濃度でも胎児の脳損傷｜北大、動物実験で確認｜1998年(平成10年)12月9日
- 東京新聞(夕刊)｜環境ホルモン｜胎児の「脳・神経」損傷も」北大グループ・低濃度で可能性確認｜1998年(平成10年)12月9日
- 読売新聞(夕刊)｜オオワシ・オジロワシ・環境ホルモンに汚染｜北大など営巣地ロシア調査へ｜オオワシ・知床半島に今年も雄姿｜海岸沿いの木にとまり、羽を休めるオオワシ（5日）＝上地睦撮影（掲載動物写真のキャプションとして）｜1998年(平成10年)12月9日
- 毎日新聞｜絶滅危惧種のオオワシなど・環境ホルモンに汚染・北大などの研究で解明｜1998年(平成10年)12月10日
- 朝日新聞｜北の大地発　きらめく知｜北大・創成科学研究機構 機構長・藤田正一さん｜壁なくし発想磨く｜分野・産学官越え新組織｜2003年(平成15年)1月1日
- 北海道新聞(札幌版)｜農学校の学習・角帽姿で締め｜公開講座・第１期の修了式｜北大遠友学舎｜2003年(平成15年)4月1日
- 北海道新聞(夕刊)｜新発見の可能性秘め｜藤田・北大総合博物館館長に聞く・ここは学問の出発点、未来への情報発信も｜植物園博物館・絶滅オオカミははく製に｜2003年(平成15年)8月22日
- 北海道新聞｜ポプラの惨状　写真集に｜台風18号で北大・藤田教授撮影｜再生へ願い込め・１カ月後の状況も紹介｜台風18号が北大を襲った惨状を伝える写真集を出版した藤田教授（掲載人物写真のキャプションとして)｜2004年(平成16年)12月28日
- 北海道新聞｜学生有志がボランティアで講師｜北大「平成遠友夜学校」が開校｜火曜夜に学ぶ新渡戸の精神｜雰囲気おおらか受講生「わくわく」｜2005年(平成17年)4月20日
- 北海道新聞｜いくつになっても・私の子育て｜北大総合博物館館長・教授 藤田正一さん｜拝金主義の社会に不安　他人を思う精神が大事｜「奉仕精神をいまの子供たちに伝えたい」と力説する藤田館長（掲載人物写真のキャプションとして）｜2006年(平成18年)3月20日
- 北海道新聞｜第61回北海道新聞文化賞｜受賞 喜びの声｜学術部門・環境汚染物質の影響調査・藤田正一さん（63）（北海道大学大学院獣医学研究科教授）｜渡り鳥追跡し解明、警鐘｜2007年(平成19年)11月3日
- 北海道新聞｜はなし抄｜北大大学院獣医学研究科教授 藤田正一さん（4日、札幌市北区での講演会「野生動物の警鐘を聞け」から）｜環境汚染で動物に有害物質が蓄積　人への影響も深刻｜
- 北海道新聞(札幌圏)｜ギョーザ中毒事件 専門家に聞く｜食卓の「安全」どう守る｜使用禁止の農薬メタミドホス 企業自ら地道に検査を｜殺虫剤混入ギョーザが食卓に届くまで（掲載図式のタイトルとして）｜「どんな昆虫にも効くメタミドホスは、どこで使われてもおかしくない」と話す藤田正一教授（掲載人物写真のキャプションとして）｜　2008年(平成20年)2月2日[4][5]

## 主な著作物等
- Fujita,S., Uesugi,T., Kitagawa,H., Suzuki,T., and Kitani,K.　Hepatic microsomal monooxygenase and azoreductase activities in aging Fishcer-344 rats : Importance of sex　associated differences in aging study. in "Liver and Aging-1982" (Kitani,K. ed) pp.55‐71.Elsevier Press(1982).
- Suzuki,T., Fujita,S., Kitani,K.　The mechanism of the senescence-associated loss of sex difference in drug metabolizing enzyme activities. in "Cytochrome P-450 Biochemistry, Biophysics and Induction" (Vereczkey,L. and Magyar,K. eds) pp.231-234. Elsevier Sciences(1985).
- Fujita,S.,  Mtsunaga,T., and Suzuki,T.　Modulation of metabolic activation of benzo(a)pyrene by azo dyes. in "Cytochrome P‐450 Biochenisty,Biophysics and Indution(Vereczkey,L. and Magyar,K. eds) pp371‐374,Elsevier Press,Amsterdam(1985).

- Fujita,S., Chiba,M., Suzuki,T., and Kitani,K.　Effect of senescence on the hepatic metabolism of drugs affecting the central nervous system in rats and mice. in "Liver and Aging-1986" (Kitani,K. ed) pp.103-112, Elsevier Science, Amsterdam(1986).

- Fujita,S., Chiba,M., Morimoto-Satoh,R., Kiotani K., and Suzuki,T.　Possible mechanism for aging-associated feminization of drug metabolizing ability of male and female rat liver. in "Liver and Aging-1990" (Kitani,K. ed) Elsevier Science Publishers B. V. pp.3-14(1991).
- 藤田正一「病態や栄養による薬物代謝の変動」東京科学同人「薬物代謝学」（加藤隆一 鎌滝哲也編）1995年、149‐158頁。
- 藤田正一『毒性学―生体・環境・生態系』朝倉書店、1999年10月10日。ISBN 978-4-254-46022-3。
- 石塚真由美、岩田久人、藤田正一「環境毒性」トキシコロジー、朝倉書店、2002年、290‐303頁。
- 板倉隆夫、石塚真由美、藤田正一「動物のP450酵素系」P450の分子生物学、講談社サイエンティフィク、2003年。
- 藤田正一「臨床薬物代謝化学」廣川書店・堀江透・横井毅　編、2003年。
- 藤田正一『北海道大学に通底する精神と教育思想の歴史』北海道大学総合博物館、2004年3月。
- 藤田正一『北海道大学キャンパス・台風18号の爪痕＜2004.9.8＞』北海道大学総合博物館、2004年12月。
- 藤田正一『北海道大学の学問の系譜―北大学派の学風―』北海道大学総合博物館、2005年3月1日。
- 藤田正一『クラーク魂―まぐれで北大副学長になった男の半生』柏艪舎、2008年9月。ISBN 978-4-434-12209-5。
- 藤田正一『新渡戸稲造を育んだ札幌農学校の教育精神―今こそよみがえれ、北海道大学に通底する清き精神の流れ―』（社）札幌農学振興会 札幌同窓会誌第20号 別刷、2012年。
- 藤田正一（脚本）『清き国ぞとあこがれぬ（テレビ放映およびDVD発売）』HBC北海道放送、2013年。
- 藤田正一『日本のオールターナティブ』銀の鈴社、2013年。
- 藤田正一『札幌遠友夜学校』（一社）新渡戸稲造と札幌遠友夜学校を考える会、2015年。
- 藤田正一『新渡戸稲造夫妻が残した美しい高貴な遺産＜遠友夜学校＞』藤田正一出版、2015年9月16日。

## 藤田正一｜人物ギャラリー

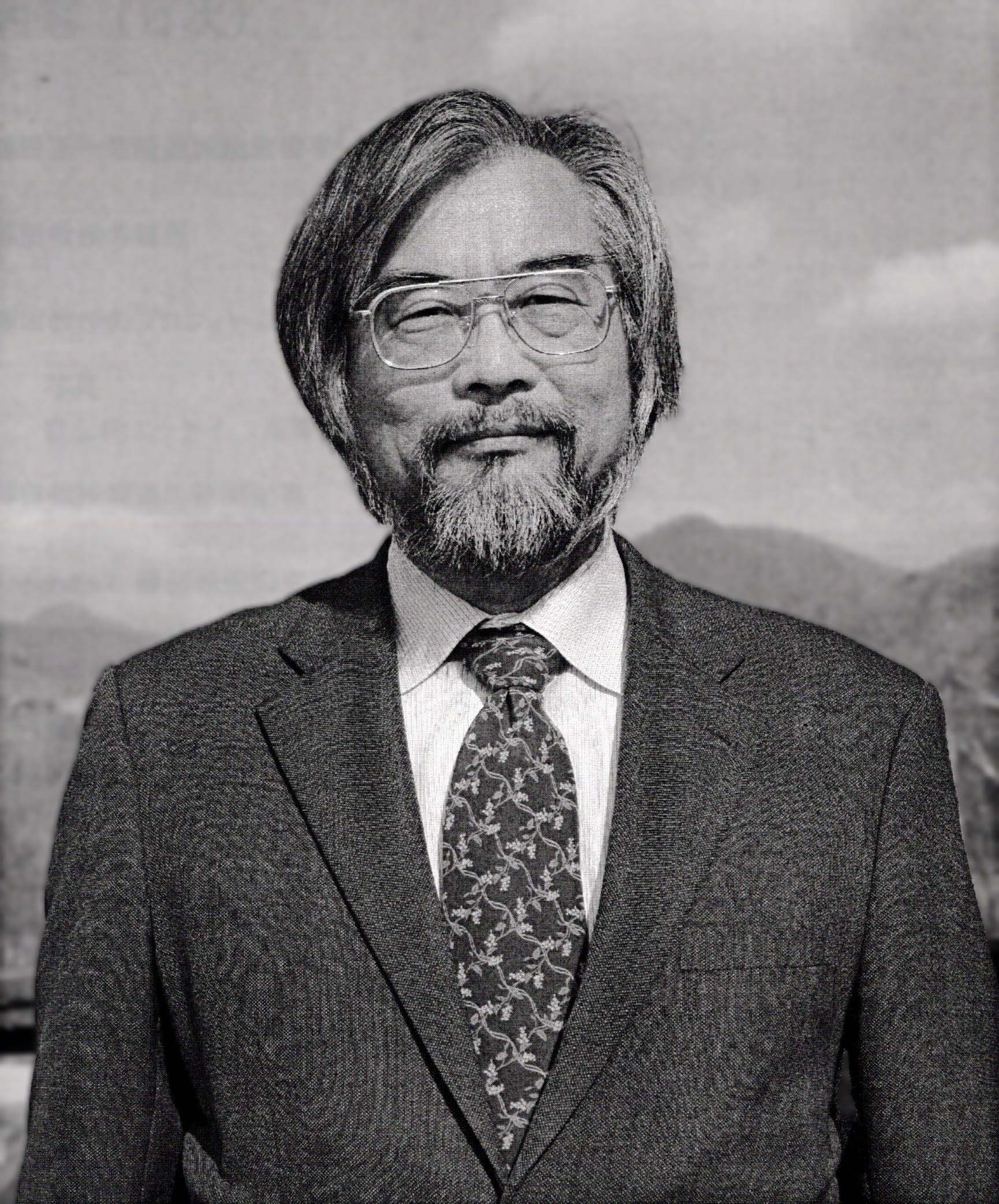
藤田正一｜定年退官時母校北大の校舎屋上にて撮影。2008年。
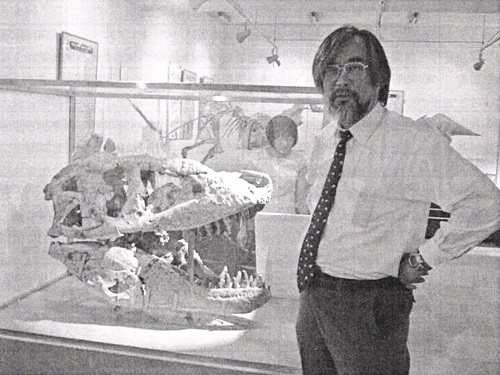
藤田正一｜藤田が館長の、北大総合博物館にて撮影。2004年。